# Электрический разветвитель
Электрический разветвитель — электротехническое устройство, предназначенное для подключения нескольких электроприборов, непосредственно у стационарной розетки.

## Разновидности
Имеет минимум два посадочных места. Может быть как обычным, так и заземлённым, иметь выключатель. В зависимости от числа посадочных мест называется двойником, тройником, четверником и т.д.

## Галерея

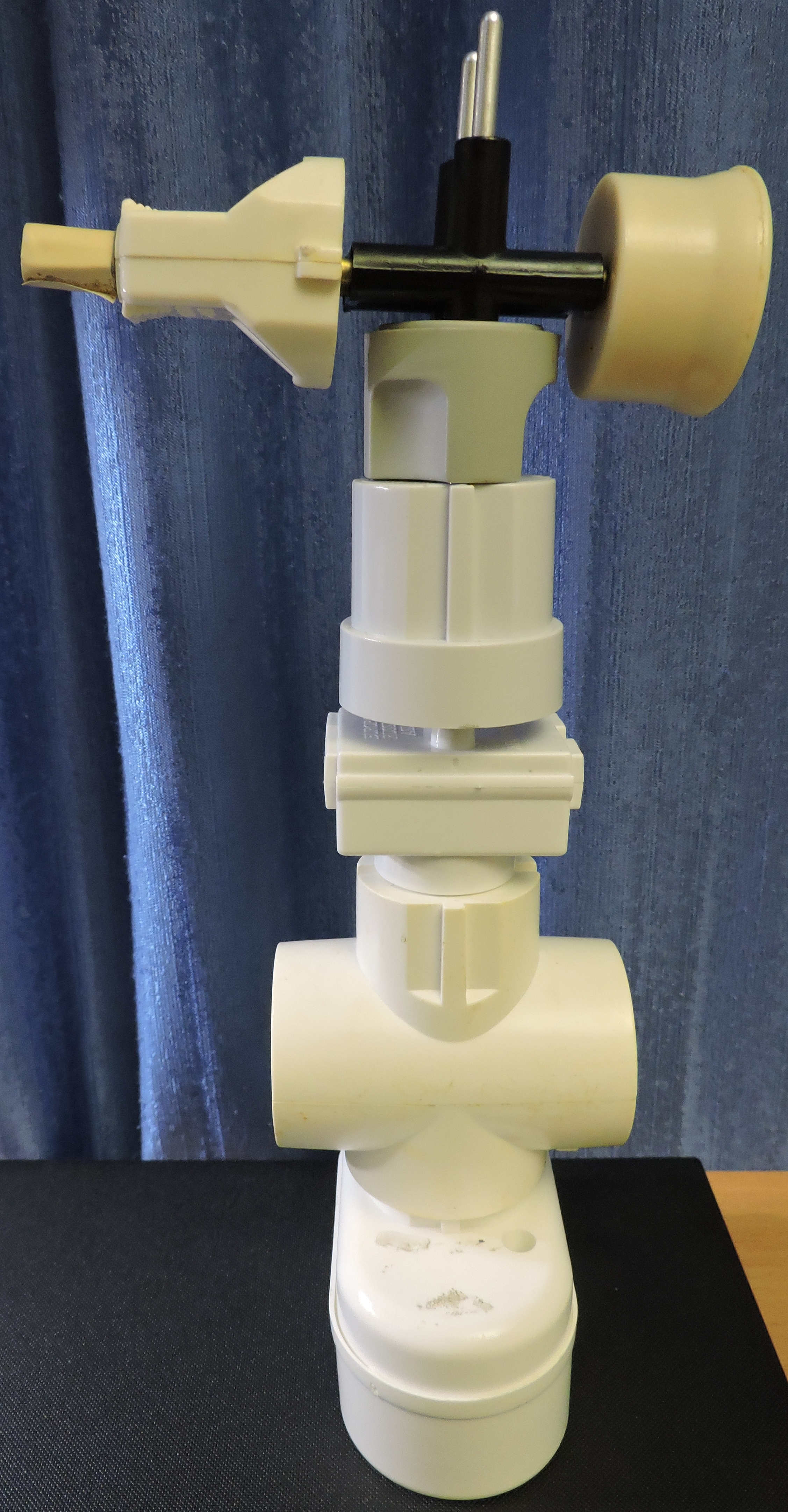
Цепочка различных штепселей - опасна с точки зрения электробезопасности
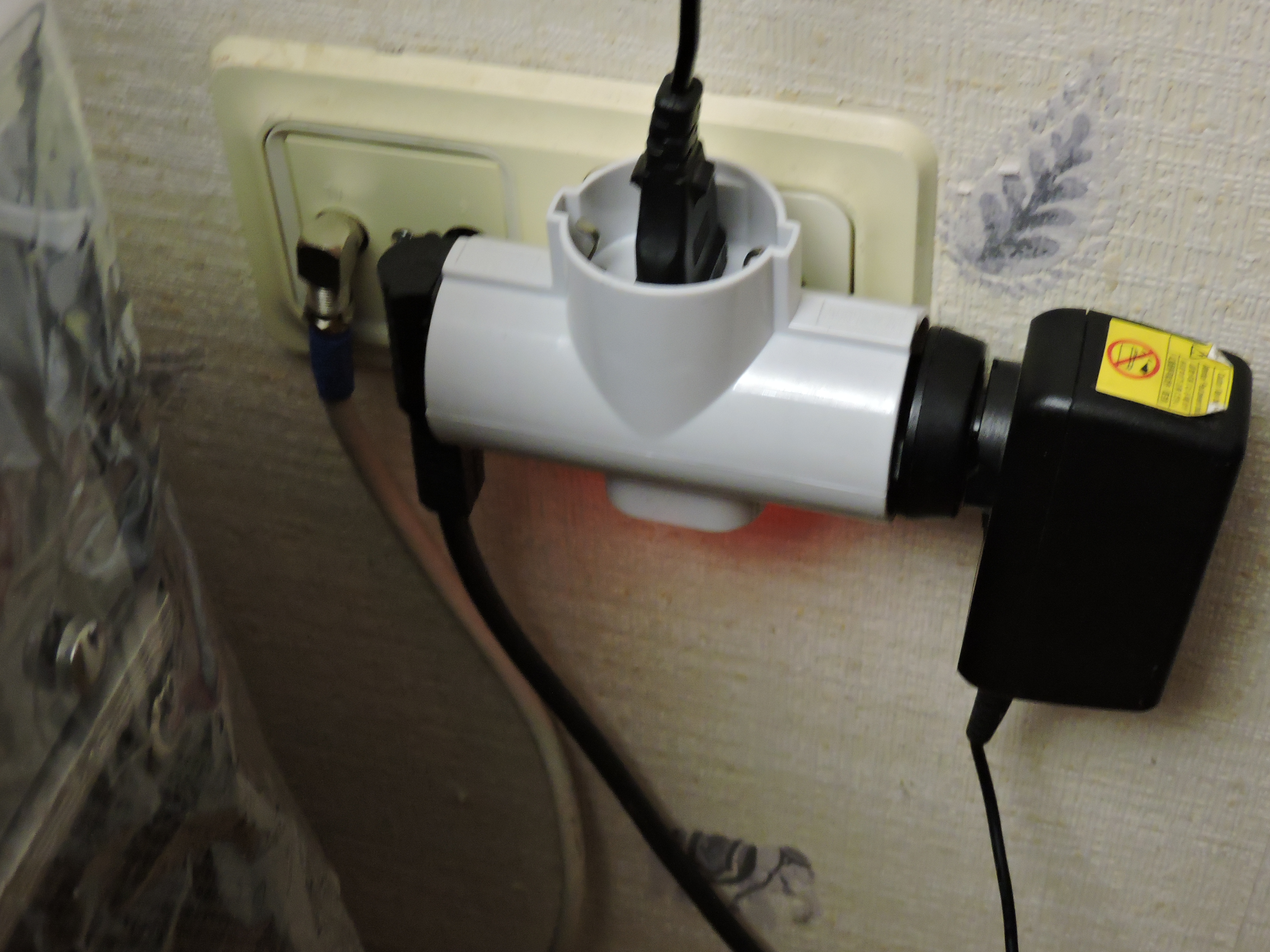
Электрический разветвитель с заземлением, выключателем, на три розетки, в обиходе часто называется "тройник"
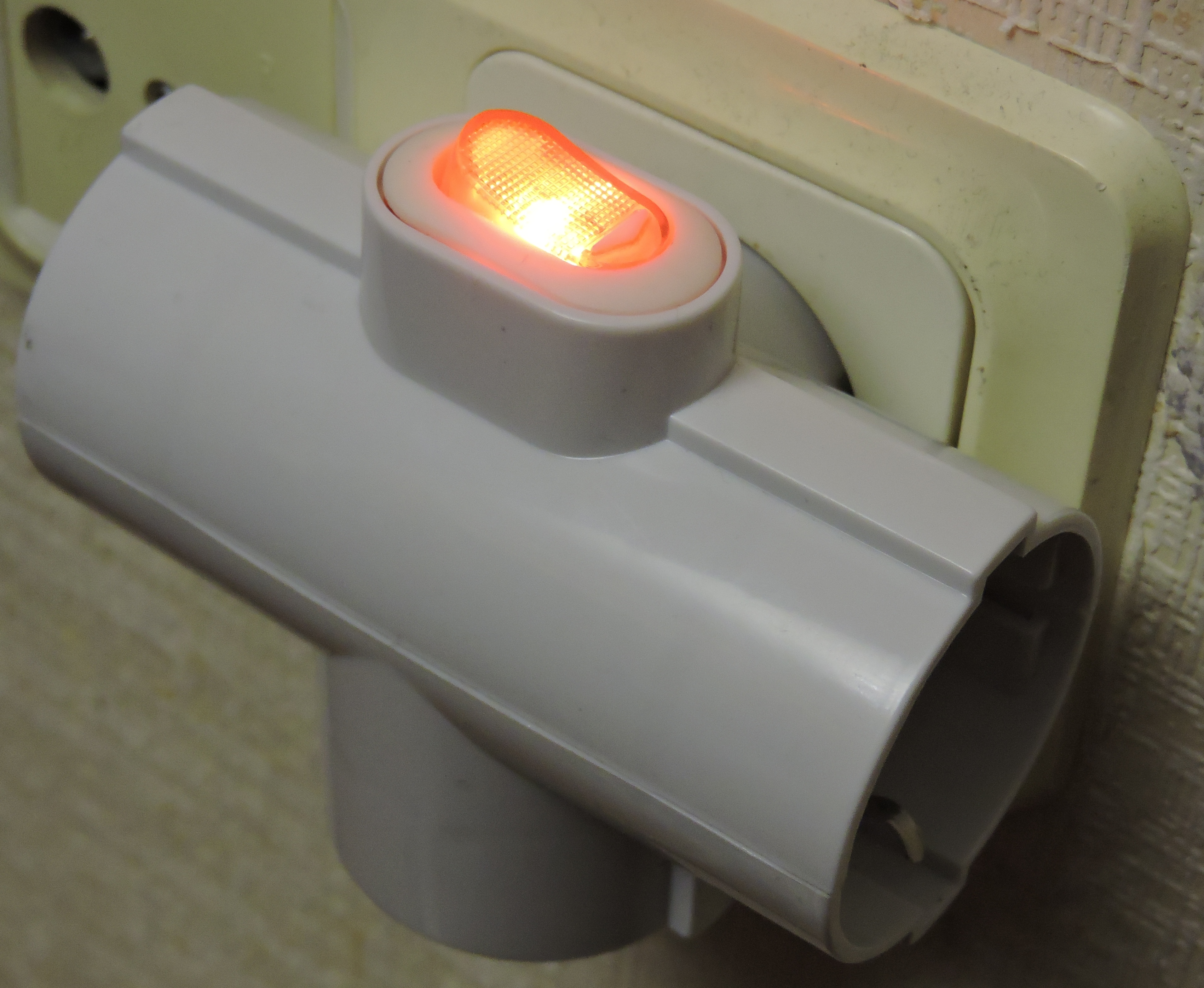
Разветвитель с тремя розетками, оснащенный выключателем
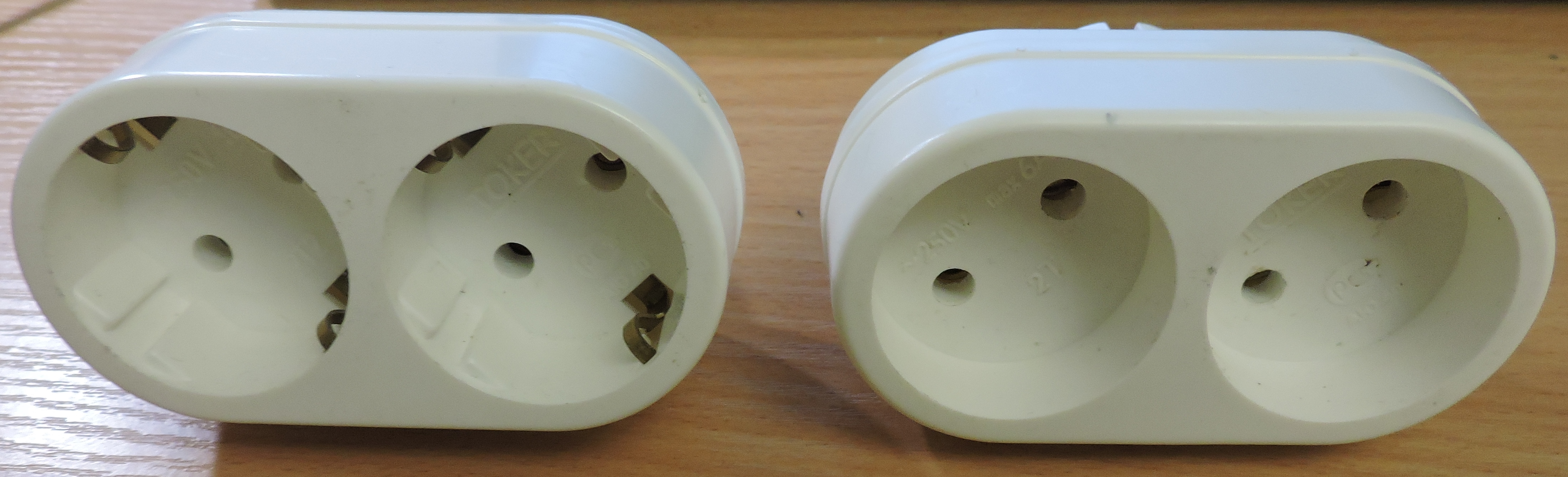
Разветвители на две розетки. Слева — заземлённый, справа — без защитного заземления
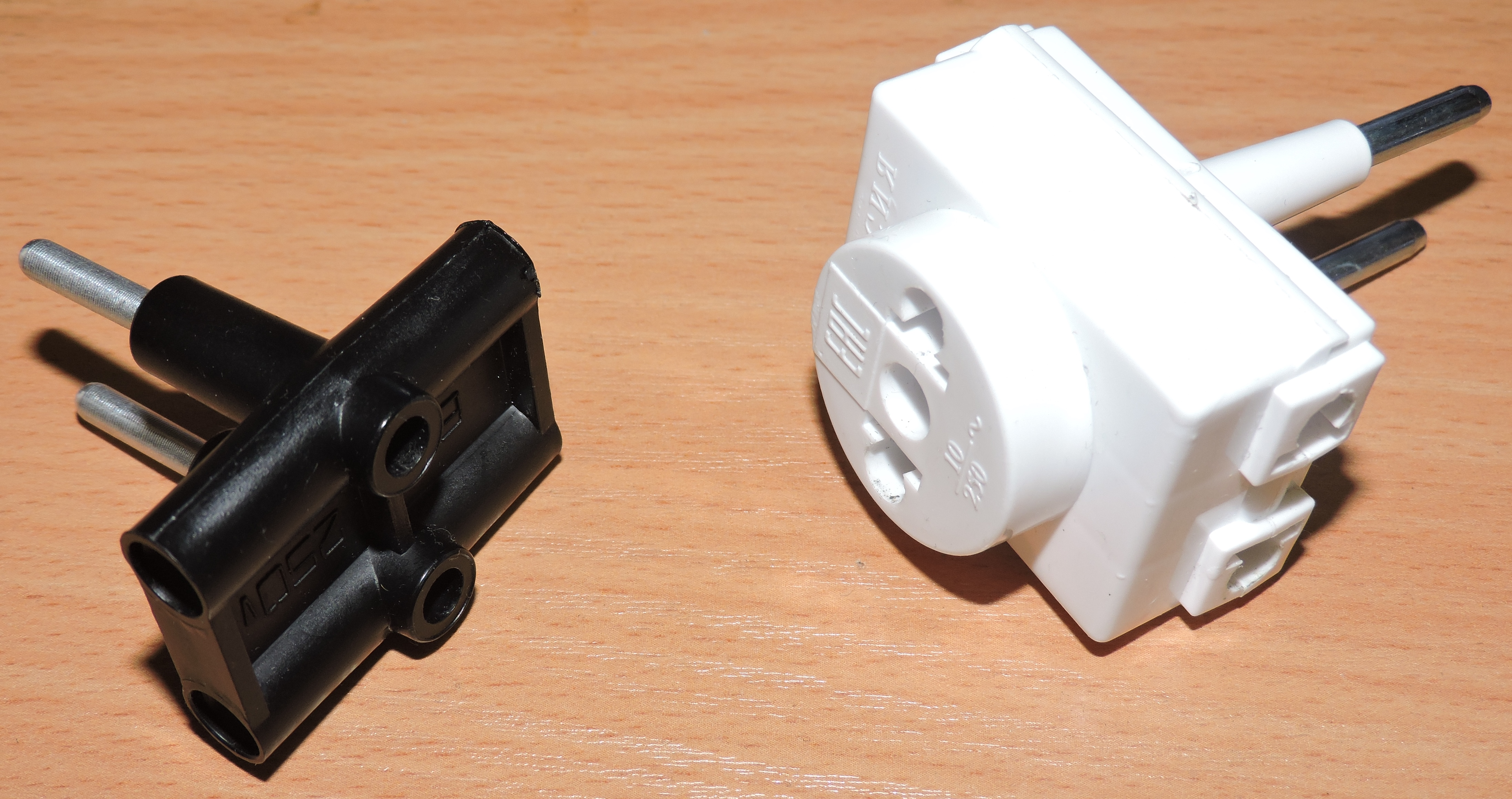
Малогабаритные незаземлённые разветвители на три розетки, соответственно на 6 (слева) и 10 ампер (справа)
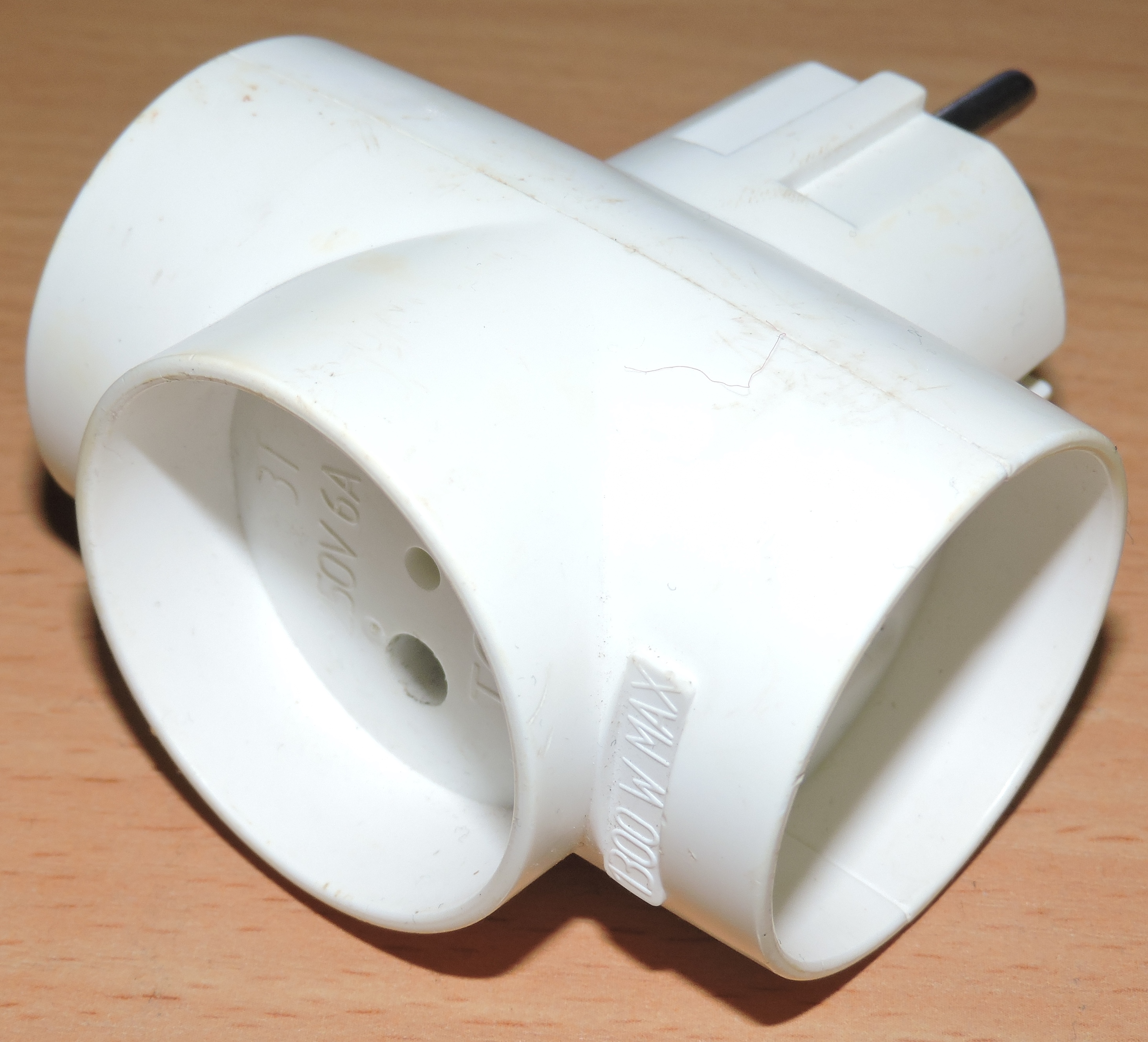
Т-образный незаземлённый разветвитель на три розетки с вилкой типа Schuko